# Чиринкотан
Чиринкотан (айн. Чиринкотан — «очень маленький остров»; на российской карте 1745 года — рус. дореф. Лаупсатъ, на французской 1750 года — Laoupsat) — вулканический по происхождению остров северной группы Большой гряды Курильских островов. С точки зрения геологии, представляет собой надводную часть одноимённого вулкана. Административно входит в Северо-Курильский городской округ Сахалинской области (с 1946 года). До 1875 года определённую хозяйственную деятельность на острове осуществляли айны, в переводе с языка которых «чирин котан» означает «очень маленький остров».

## Название
По версии исследователя А. Ю. Акулова, в названии острова Чиринкотан лежит та же основа цирИн (со значением «очень маленький»), которую содержит в своём старом айнском названии и остров Анциферова (Ширинки), схожий с Чиринкотаном размерами.

## География
Площадь Чиринкотана — 6,75 км². Остров представляет собой надводную часть действующего вулкана Чиринкотана (724 м). Имеет почти квадратную форму со стороной около 3,7 км. На острове учтено 5 типов ландшафтных контуров.
Из-за отстояния острова к западу от основной оси Большой Курильской гряды относится вулканологами к её западной зоне. В 29 км восточнее Чиринкотана расположен остров Экарма (также относится к западной зоне).

## Флора и фауна
Почвенный покров неразвит. Как следствие, на острове учтено лишь 39 видов сосудистых растений Лесов нет, растут лишь отдельные кусты ольхи. Растут печеночники (12 видов).. Большой птичий базар, в котором гнездятся следующие виды морских птиц: большая конюга, малая конюга и белобрюшка.

## История и археология
В настоящее время необитаем, хотя в 2007 году у скалы Большая на 75 метровой морской террасе археологами было обнаружено крупное древнее поселение охотской культуры с 50-ю котлованами жилищ относящихся к X—XI вв.

### В Российской Империи
В начале XVIII века остров был нанесён на карту камчатскими казаками.
В 1760-х посланник камчатской администрации сотник Иван Чёрный заложил традицию порядкового исчисления островов и кучно расположенных субархипелагов Курильской гряды от Камчатки до Японии. Поэтому во времена гидрографических описаний конца 18 — начала 19 века остров также имел номерное обозначение в составе Курильской гряды — Девятый.
К 1787 году уже официально контролировался Российской империей.
Остров описан под названием Чиринкутан или Чикуркотан у Г.И. Шелихова в его «Путешествии г. Шелехова с 1783 по 1790 год из Охотска по Восточному Океану к Американским берегам...»:

Чиринкутан или Чикуркотан, расстоянием от Икарма на 30 верст; в длину и ширину имеет около 15 верст; на нем к краю моря есть курящаяся сопка, из которой всегда сыплется камень, от чего сделалась на ней падь. Во круг всего острова горы и утесы каменные, и потому для Байдар нет способных пристаней. Трава на нем ростет всякая; местами не большой Ольховник; птицы плодятся Ары, Топорки, Глупыши, и небольшие черненькие птички, с красным носом и высоким на голове пером, называемые Курикуры; а другие еще меньше сих, черныеж, с белыми глазами, красным носом и тремя перышками на голове на подобие рожков, называются Турутуры, поют звонко, и живут в норах, когда высиживают цыплят, обе сии птички водятся по утесам и в щелях. Для промыслу сих птиц Курильцы с острова Суаскутана приезжают в летнее время, и из кож их шьют себе платье; а особенно для того предпочитают кожи глупышей. Когда сии птицы бывают еще молоды, и от гнезд удаляться немогут, то их хватая, вываривают из них жир и запасают оной для зимы, потому что оне так жирны, что кроме оного и тела почти не находят. Во время высиживания Глупышами детей в гнездах человеку подходить к ним опасно, ибо они из рота рыгают и брызгают жиром, подобно как водою; и им своих детей кормят, собирая оной с моря. Гнезда у Глупышей по косогорам в густых травах. Топорки же птица вьет гнезда в утесах, щелях и земляных норах; во время ловли жестоко кусаются; детей кормят морскою рыбою, подобною Сельдям, таская оную из моря.
Симодский трактат 1855 года признал права Российской империи на остров, однако в 1875 году он, как и все находившиеся под российской властью Курилы, был передан Японии в обмен на признание российских прав на Сахалин.

### В составе Японии
С 1875 по 1945 год принадлежал Японской империи.
Согласно административно-территориальному делению Японии остров стал относиться к уезду (гуну) Шумшу (Сюмусю в японском произношении), который охватывал не только сам Шумшу, но и все близлежащие Курильские острова до Шиашкотана и Мусира на юге включительно. Уезд в свою очередь входил с 1876 по 1882 год в состав провинции Тисима под управлением Комиссии по колонизации Хоккайдо; с 1882 до 1886 года — в состав префектуры Нэмуро, после — префектуры Хоккайдо.

### В составе СССР/РСФСР-России
В 1945 году по итогам Второй мировой войны перешёл под юрисдикцию СССР.
2 февраля 1946 года включён в состав Южно-Сахалинской области.
2 января 1947 года включён в состав Сахалинской области РСФСР.
С 1991 года в составе России, как страны-правопреемницы СССР.

### Особая позиция Японии по территориальной принадлежности острова
Используя в территориальном споре с Россией фактор Сан-Францисского мирного договора 1951 года, который не был подписан СССР, японское правительство, тем не менее, опирается на те варианты толкований договоренностей между союзниками — СССР, США, Великобританией и Китаем — которые подкрепляют японскую позицию. В частности, поскольку в Сан-Францисском договоре не оговаривается, в пользу какого государства Япония отказывается от своих прав на Курилы, принадлежность острова, по мнению японского правительства, до сих пор не определена, а за Россией признаётся лишь «фактический контроль».